# Willem de Vries Lentsch
Willem de Vries Lentsch (ur. 10 września 1886 w Nieuwendam, zm. 6 marca 1980 w Amsterdamie) – holenderski żeglarz, dwukrotny olimpijczyk, zdobywca brązowego medalu w regatach na Letnich Igrzyskach Olimpijskich w 1936 roku w Berlinie.
Na Letnich Igrzyskach Olimpijskich 1936 wraz z Adriaanem Maasem na jachcie Bern II zdobył brąz w żeglarskiej klasie Star. Osiem lat wcześniej zajął zaś 4. lokatę w klasie joli 12-stopowych.
Brat Gerarda, ojciec Wima – również żeglarzy-olimpijczyków.